# Борис Калин
Борис Калин (Солкан код Горице, 24. јун 1905. — Љубљана, 22. мај 1975) је био југословенски и словеначки вајар.

## Биографија
Рођен је 24. јуна 1905. године у Солкану код Горице. Завршио је Школу за уметност и обрт у Љубљани и Академију ликовних уметности у Загребу 1929. године. Неки од професора су му били Франо Кршинић и Иван Мештровић. Први пут је излагао 1929. године. Самосталне изложбе имао је у Љубљани, Трсту, Горици, Загребу и Београду. Учествовао је на низу скупних ликовних манифестација Савеза ликовних уметника Југославије, Друштва словеначких ликовних уметника, Тријеналу у Београду, као и на бројним репрезентативним изложбама југословенске уметности у Москви, Лењинграду, Братислави, Прагу, Варшави, Кракову, Будимпешти и осталим градовима.
Припадао је „Клубу независних“ с којим је више пута излагао. За своја остварења примио је већи број високих награда и признања, међу којима награду Владе ФНРЈ и три Прешернове награде. Бавио се и педагошким радом, те је деловао као професор вајарства на Академији ликовних уметности у Љубљани од 1945. до 1970. године. Године 1947. именован је за мајстора вајара. Био је и члан Словеначке академије наука и уметности од 1953. године.
Умро је 22. маја 1975. године у Љубљани.

## Стваралаштво
Нека његова дела су „Примож Трубар“ у Цељу, „Сплавар“ у Бледу и Цељу, никада постављени споменик краљу Александру Карађорђевићу у Марибору, „Споменик палим борцима и таоцима“ (1949-1953) у Бегуњама, „Грамозна јама“ (1947) у Љубљани, Гробница народних хероја у Љубљани (1949—1952), коју је израдио заједно са Едом Михевцом и остало.